# Hugo Badalić
Hugo Badalić, hrvaški pesnik, prevajalec in skladatelj, * 1851, † 1900.
Leta 1874 je diplomiral iz klasične filologije na Univerzi na Dunaju in postal pedagog v gimnazijah na Hrvaškem.
Napisal je več pesmi (Dragin stan,...), balad (Panem et circenses) in libreto za opero Nikola Šubić Zrinjski. Prevajal je tako angleške kot nemške klasične književnike.